# Tompson Mensah
Tompson Mensah (nascido em 13 de agosto de 1954) é um ex-ciclista togolês. Ele representou seu país durante os Jogos Olímpicos de Verão de 1972.